# Norra Mellby kyrka
Norra Mellby kyrka är en kyrkobyggnad i Norra Mellby kyrkby nordost om Sösdala. Den tillhör Sösdala församling i Lunds stift. Den medeltida kyrkobyggnaden stod färdig runt 1150. Kyrkan byggdes till på 1200-talet och valv slogs på 1400-talet, men tornet restes inte förrän 1917. Kyrkan har murade väggar och sadeltak. På norra väggen finns ett livshjul ritat över människans åldrar. Målningen är från 1200-talet eller 1300-talet, vilket gör den speciell eftersom nordiska medeltidsframställningar av människans åldrar är mycket sällsynta; utöver denna är endast ett exemplar i Ramsåsa kyrka känt. I koret finns en glasmålning från 1956 av bygdesonen Carl-Einar Andersson och i långhuset en från 1984 av Erik Olson. Lunds
Studentsångförenings medaljong, föreställande Otto Lindblad, återfinns sedan 1956 i kyrkan i Norra Mellby, där den legendariske tonsättaren och körledaren var klockare. Medaljongen har skulpterats av professor Carl-Herman Hjortsjö.
Norra Mellby prästgård bildar tillsammans med kyrka och övriga bebyggelse ett karakteristiskt  sockencentrum.

## Inventarier
Dopfuntens cuppa är en på 1950-talet framställd kopia av originalet från mitten av 1100-talet. Den vilar på den ursprungliga sandstensfoten. Altaret är medeltida och predikstolen från cirka 1600, med en krona som skänktes till kyrkan 1738. I kyrkan finns även en altaruppsats från 1771 av bildhuggaren Johan Ullberg. 

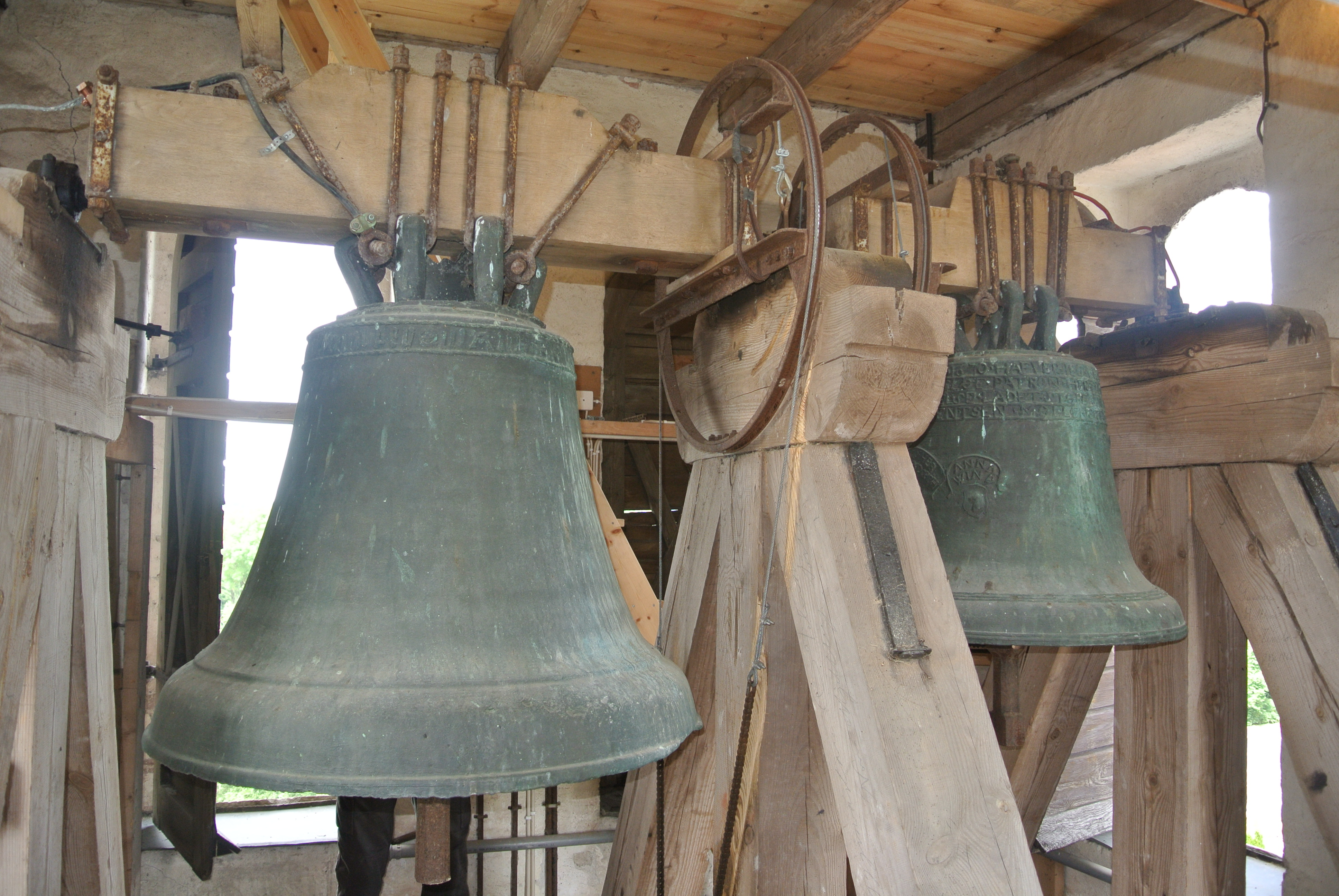
Norra Mellby kyrkas klockor

### Orgel
- 1872 byggde Anders Victor Lundahl, Malmö en orgel.
- 1918 byggde A. Mårtenssons Orgelfabrik AB, Lund en orgel med 10 stämmor.
- Den nuvarande orgeln byggdes 1960 av Frederiksborgs Orgelbyggeri, Hilleröd, Danmark och är en mekanisk orgel.

| Ryggpositiv I   | Bröstverk II        | Pedal            | Koppel |
| Rörflöjt 8'     | Gedackt 8´          | Subbas 16´       | I/P    |
| Quintadena 8'   | Rörflöjt 4'         | Octava 8'        | II/P   |
| Principal 4'    | Principal 2'        | Gedackt 8'       | II/I   |
| Gedacktflöjt 4' | Nasat 1 1/3'        | Quintadena 4'    |        |
| Waldflöjt 2'    | Sesquialtera 2 chor | Rörflöjt 2' + 1' |        |
| Octava 1'       | Cymbel 2 chor       | Fagott 16'       |        |
| Scharff 4 chor  | Regal 8'            |                  |        |
| Rankett 16'     |                     |                  |        |